# Cervera del Llano
Cervera del Llano é um município da Espanha, na província de Cuenca, comunidade autônoma de Castela-Mancha. Tem 55,49 km² de área e em 2021 tinha 217 habitantes (densidade: 3,9 hab./km²). Limita com os municípios de Belmontejo, La Hinojosa, Montalbanejo, Olivares de Júcar, San Lorenzo de la Parrilla e Villares del Saz.